# سياق
السياق أو القرينة
التعريف الاصطلاحي للسياق:
رواد نظرية السياق:
عرفت مدرسة لندن بما سمي بالمنهج السياقي Contextual Approach أو المنهج العملي Operational Approach
وكان رائد هذا الاتجاه Firth الذي وضع تأكيداً كبيراً على الوظيفة الاجتماعية للغة، كما ضم الاتجاه أسماء مثل: Halliday وMc Intosh ، و Sinclair، و Mitchell.
و عدَّ Lyons أحد التطوريين الهامين المرتبطين بفيرث (( نظريته السياقية للمعنى ))
ان دراسة معاني الكلمات تتطلب تحليلا للسياقات والمواقف التي ترد فيها، حتى ما كان منها غير لغوي (8). ومعنى الكلمة – وعلى هذا – يتعدد تبعاً لتعدد السياقات التي تقع فيها أو بعبارة أخرى تبعاً لتوزعها اللغوي Distribution Linguistic.

## أنماط السياق
تتطلب دراسة معاني الكلمات عند أصحاب نظرية السياق تحليلاً للسياقات والمواقف التي ترد فيها، حتى ما كان منها غير لغوي
ومن التقسيمات الشائعة:
- السياق اللغوي هو حصيلة استعمال الكلمات داخل نظام الجملة، عندما تتساوق مع كلمات أخرى، مما يكسبها معنى خاصاً محدداً. فالمعنى في السياق هو بخلاف المعنى الذي يقدمه المعجم، لأن هذا الأخير متعدد ومحتمل، في حين أن المعنى الذي يقدّمه السياق اللغوي هو معنى معين له حدود واضحة وسمات محددة غير قابلة للتعدد أو الاشتراك أو التعميم( اختيار المفردات التي لا إشكال فيها)
- السياق العاطفي و الذي يحدد طبيعة استعمال الكلمات بين دلالتها الموضوعية - التي تفيد العموم -، ودلالتها العاطفية - التي تفيد الخصوص-، فيحدد درجة القوة والضعف في الانفعال، مما يقتضي تأكيداً أو مبالغةً أو اعتدالاً، كما تكون طريقة الأداء الصوتية كافية لشحن المفردات بالكثير من المعاني الانفعالية والعاطفية
- سياق الموقف يدل هذا السياق على العلاقات الزمانية والمكانية التي يجري فيها الكلام.وإن مراعاة المقام تجعل المعلم يعدل عن استعمال الكلمات التي تنطبق على الحالة التي يصادفها خوفاً أو تأدباً. بل قد يضطر المتكلم إلى العدول عن الاستعمال الحقيقي للكلمات فيلجأ إلى التلميح دون التصريح.وإن ما يؤديه المقام للمعنى من تحديد ومناسبة ظرفية، يتطلب من المتكلم الإلمام بالمعطيات الاجتماعية التي يجري الكلام فيها. (اختيار مفردات تربوية محايدة )
- السياق الحضاري  ينفرد هذا السياق بدور مستقل عن سياق الموقف الذي يقصد به عادة المقام من خلال المعطيات الاجتماعية. لكنَّ هذا لا ينفي دخول السياق الحضاري ضمن معطيات المقام عموماً. ويظهر السياق الحضاري في استعمال كلمات معينة في مستوى لغوي محدّد ويحدّد السياق الحضاري الدلالة المقصودة من الكلمة التي تستخدم استخداماً عاماً كما ئؤدي ارتباط الكلمات بحضارة معينة لتكون علامة لانتماء عرقي أو ديني أو سياسي(مفردات تتلاءم وحضارة المنطقة)